# Dulles Town Center
Dulles Town Center è un census-designated place (CDP) degli Stati Uniti d'America, situato nello stato della Virginia, nella contea di Loudoun. Secondo il censimento del 2020 gli abitanti di Dulles Town Center ammontavano a 5 909.